# Necmi Gençalp
Necmi Gençalp (Yozgat, Turquía, 1 de enero de 1960) es un deportista turco retirado especialista en lucha libre olímpica donde llegó a ser subcampeón olímpico en Seúl 1988.

## Carrera deportiva
En los Juegos Olímpicos de 1988 celebrados en Seúl ganó la medalla de plata en lucha libre olímpica de pesos de hasta 82 kg, tras el luchador surcoreano Han Myung-woo (oro) y por delante del checoslovaco Jozef Lohyňa.